# ماريو فرانكو فالنسيا
ماريو فرانكو فالنسيا هو سياسي مكسيكي، ولد في 20 يناير 1969 في ولاية مكسيكو في المكسيك. نشط حزبياً في حزب العمل الوطني. وقد انتخب عضو مجلس النواب المكسيك ‏.